# Juan Pablo Sorín
Juan Pablo Sorín (Buenos Aires, 5 de maig de 1976) és un exfutbolista argentí, que ocupava la posició de defensa.

## Trajectòria
Comença la seua carrera a les files de l'Argentinos Juniors, debutant al primer equip el 1994. A l'any següent, després de capitanejar la selecció argentina que va guanyar el Mundial Juvenil, celebrat a Qatar, és fitxat per la Juventus FC torinesa, on només juga un parell de partits abans de retornar al seu país.
Amb el CA River Plate hi guanya tres tornejos argentins (1996, 1997 i 1999), així com el Clausura de 1997, la Libertadores de 1996 i la Supercopa Sudamericana de 1997. L'any 2000 és transferit al Cruzeiro brasiler. Hi milita dos anys i mig, imposant-se a la Copa do Brasil del mateix any 2000.
El juliol del 2002 retorna a Itàlia, ara a les files de la S.S. Lazio. A l'equip romà es veu afectat per una lesió. El 2003 és cedit al FC Barcelona. Per a la temporada 03/04 marxa al Paris Saint-Germain FC, on guanya la Copa de França. Retorna al Cruzeiro el 2004, any en el qual també s'adjudica el Brasileirao.
El defensa fitxa pel Vila-real CF al mes de novembre de 2004. Realitza un bon paper al quadre valencià, que arriba fins a les semifinals de la Champions League.
Hi roman dues campanyes al Vila-real abans de recalar a l'Hamburger SV, de la Bundesliga, on les lesions només el deixarien sumar 24 partits en dos anys. En finalitzar la temporada 07/08 a Europa, s'hi incorpora per tercer cop al Cruzeiro. Al club brasiler hi penja les botes, a causa de les lesions, al juliol del 2009.

## Selecció
Sorín hi va participar en el Mundial del 2002, celebrat a Corea i el Japó.
Quatre anys després, acudeix a la cita mundialista d'Alemanya en qualitat de capità dels albicelestes.
També hi va estar present a la Copa Amèrica de 1999 i de 2004, així com a la Copa Confederacions del 2005.